# 日野市立七生緑小学校
日野市立七生緑小学校（ひのしりつ ななおみどりしょうがっこう）は、東京都日野市百草にある公立小学校である。

## 概要
2008年（平成20年）に日野市立三沢台小学校と日野市立百草台小学校が統合し、開校。合唱の強豪校として全国に知られるようになり、NHK全国学校音楽コンクール(小学校の部)では、中止となった2020年を除き8回連続の金賞(史上初)の常勝校である。

## 沿革
出典
- 2008年（平成20年）
  - 4月1日 - 三沢台小学校と百草台小学校が統合し、七生緑小学校開校。
  - 11月15日 - 開校式挙行。
- 2009年（平成21年）4月1日 - 旧三沢台小学校校舎に移転。
- 2019年（平成31年）1月19日 - 開校十周年記念式典挙行。

## 教育目標
- やさしく[1]
- かしこく[1]
- たくましく[1]

## 通学区域
- 百草357番地の1から6（除357番地の3）、366番地の1、367から401番地、404から916番地(除く914番地の85)、917番地(除く917番地の1)、918から998番地、999番地の25・28、1000から1079番地[6]
- 百草914番地の85、917番地の1(エステート百草)、999番地(百草団地　除く999番地の25・28)
- 三沢二丁目、三丁目1から15番地、16番地(除く16番地の1から4)、23から26番地、三沢960から1041番地の1、1230から1320番地
- 三沢三丁目16番地の1から4、17から22番地、27から38番地、39番地の1から5、40番地、42から44番地、三沢853から930番地
- 程久保879番地、885番地、895番地

## 主な進学先中学校
- 日野市立日野第三中学校[6]
- 日野市立三沢中学校

## アクセス
- 京王バス日野市ミニバス「W 三沢台路線」・一般路線バス「高25」系統で、「七生緑小学校」停留所下車。
- 京王電鉄京王線・多摩都市モノレール多摩都市モノレール線高幡不動駅から、上述の京王バス「日野市ミニバス W 三沢台路線」・一般路線バス「高25」系統に乗車し、「七生緑小学校」停留所下車。
- 京王電鉄京王線
  - 聖蹟桜ヶ丘駅から、上述の京王バス「日野市ミニバスW 三沢台路線」に乗車し、「七生緑小学校」停留所下車。
  - 百草園駅から、徒歩約1.1km・約17分。